# 高桥氏细烟管蜗牛
高桥氏细烟管蜗牛（学名：Heterozaptyx takahashii），是柄眼目烟管蜗牛科Heterozaptyx的一种。主要分布于台湾，常栖息在中低海拔山区落叶堆下。